# Liste des albums musicaux numéro un au Billboard 200 en 1975
Cette page liste les albums musicaux ayant eu le plus de succès au cours de l'année 1975 aux États-Unis d'après le magazine Billboard.

## Historique
| Date         | Artiste(s)           | Titre                                       | Référence |
| ------------ | -------------------- | ------------------------------------------- | --------- |
| 4 janvier    | Elton John           | Greatest Hits                               |           |
| 11 janvier   | Elton John           | Greatest Hits                               |           |
| 18 janvier   | Elton John           | Greatest Hits                               |           |
| 25 janvier   | Elton John           | Greatest Hits                               |           |
| 1er février  | Elton John           | Greatest Hits                               |           |
| 8 février    | Ohio Players         | Fire                                        |           |
| 15 février   | Linda Ronstadt       | Heart Like a Wheel                          |           |
| 22 février   | Average White Band   | AWB                                         |           |
| 1er mars     | Bob Dylan            | Blood on the Tracks                         |           |
| 8 mars       | Bob Dylan            | Blood on the Tracks                         |           |
| 15 mars      | Olivia Newton-John   | Have You Never Been Mellow                  |           |
| 22 mars      | Led Zeppelin         | Physical Graffiti                           |           |
| 29 mars      | Led Zeppelin         | Physical Graffiti                           |           |
| 5 avril      | Led Zeppelin         | Physical Graffiti                           |           |
| 12 avril     | Led Zeppelin         | Physical Graffiti                           |           |
| 19 avril     | Led Zeppelin         | Physical Graffiti                           |           |
| 26 avril     | Led Zeppelin         | Physical Graffiti                           |           |
| 3 mai        | Chicago              | Chicago VIII                                |           |
| 10 mai       | Chicago              | Chicago VIII                                |           |
| 17 mai       | Earth, Wind and Fire | That's the Way of the World                 |           |
| 24 mai       | Earth, Wind and Fire | That's the Way of the World                 |           |
| 31 mai       | Earth, Wind and Fire | That's the Way of the World                 |           |
| 7 juin       | Elton John           | Captain Fantastic and the Brown Dirt Cowboy |           |
| 14 juin      | Elton John           | Captain Fantastic and the Brown Dirt Cowboy |           |
| 21 juin      | Elton John           | Captain Fantastic and the Brown Dirt Cowboy |           |
| 28 juin      | Elton John           | Captain Fantastic and the Brown Dirt Cowboy |           |
| 5 juillet    | Elton John           | Captain Fantastic and the Brown Dirt Cowboy |           |
| 12 juillet   | Elton John           | Captain Fantastic and the Brown Dirt Cowboy |           |
| 19 juillet   | Wings                | Venus and Mars                              |           |
| 26 juillet   | Eagles               | One of These Nights                         |           |
| 2 août       | Eagles               | One of These Nights                         |           |
| 9 août       | Eagles               | One of These Nights                         |           |
| 16 août      | Eagles               | One of These Nights                         |           |
| 23 août      | Eagles               | One of These Nights                         |           |
| 30 août      | Elton John           | Captain Fantastic and the Brown Dirt Cowboy |           |
| 6 septembre  | Jefferson Starship   | Red Octopus                                 |           |
| 13 septembre | The Isley Brothers   | The Heat Is On                              |           |
| 20 septembre | Janis Ian            | Between the Lines                           |           |
| 27 septembre | Jefferson Starship   | Red Octopus                                 |           |
| 4 octobre    | Pink Floyd           | Wish You Were Here                          |           |
| 11 octobre   | Pink Floyd           | Wish You Were Here                          |           |
| 18 octobre   | John Denver          | Windsong                                    |           |
| 25 octobre   | John Denver          | Windsong                                    |           |
| 1er novembre | Jefferson Starship   | Red Octopus                                 |           |
| 8 novembre   | Elton John           | Rock of the Westies                         |           |
| 15 novembre  | Elton John           | Rock of the Westies                         |           |
| 22 novembre  | Elton John           | Rock of the Westies                         |           |
| 29 novembre  | Jefferson Starship   | Red Octopus                                 |           |
| 6 décembre   | Paul Simon           | Still Crazy After All These Years           |           |
| 13 décembre  | Chicago              | Chicago IX: Chicago's Greatest Hits         |           |
| 20 décembre  | Chicago              | Chicago IX: Chicago's Greatest Hits         |           |
| 27 décembre  | Chicago              | Chicago IX: Chicago's Greatest Hits         |           |